# Archegos资本管理
Archegos资本管理（Archegos Capital Management）是一家由比爾•黃（英文名: Bill Hwang，韩文名:황성국，汉字：黄聖国或黄星国）经营的家族办公室。2021年3月26日，Archegos拖欠多家投资银行的保證金，包括瑞士信贷和野村控股，以及高盛和摩根士丹利。比爾•黃于2013年创辦了Archegos家族办公室，截至2020年，该办公室管理着100亿美元的资金。
他曾創立「恩典與憐憫基金會」（Grace & Mercy Foundation），該基金向全世界的基督教機構有大量捐款。
2021年3月26日，向Archegos提供主要经纪服务的银行在未能满足追加保证金要求后开始清算价值数十亿美元的各种股票。据报道，这些股票与Archegos持有的总收益掉期挂钩。据报道，这笔交易是导致ViacomCBS股价暴跌27％的原因，而Discovery，Inc .的股价也出现了类似的下跌。有分析称， Bill Hwang的资产大约在50亿至100亿美元，交易总头寸可能超过了500亿美元。由于未能及时追加保证金，强制平仓令他的家族基金被迫清算逾200亿美元股份。